# Воуба, Александра Чичиковна
Александра Чичиковна Воуба — советский хозяйственный, государственный и политический деятель, Герой Социалистического Труда.

## Биография
Родилась в 1931 году в селе Арасадзых. Член КПСС.
С 1945 года — на хозяйственной, общественной и политической работе. В 1945—1986 гг. — сборщица чая, чаевод колхоза имени Махарадзе Очамчирского района Абхазской АССР.
Указом Президиума Верховного Совета СССР от 12 декабря 1973 года за большие успехи, достигнутые во Всесоюзном социалистическом соревновании, и проявленную трудовую доблесть в выполнении принятых обязательств по увеличению производства и продажи государству зерна, чайного листа и других продуктов земледелия в 1973 году присвоено звание Героя Социалистического Труда с вручением ордена Ленина и золотой медали «Серп и Молот».
Избиралась депутатом Верховного Совета СССР 6-го созыва. Делегат XXV съезда КПСС.
Умерла в селе Баслаху в 2000 году.